# Syntemna elegantia
Syntemna elegantia är en tvåvingeart som beskrevs av Eberhard Plassmann 1978. Syntemna elegantia ingår i släktet Syntemna och familjen svampmyggor. Enligt den finländska rödlistan är arten nära hotad i Finland. Arten är reproducerande i Sverige. Artens livsmiljö är naturmoskogar. Inga underarter finns listade i Catalogue of Life.